# NGC 312
NGC 312 је елиптична галаксија у сазвежђу Феникс која се налази на NGC листи објеката дубоког неба.
Деклинација објекта је - 52° 46' 59" а ректасцензија 0h 56m 15,7s. Привидна величина (магнитуда) објекта NGC 312 износи 12,4 а фотографска магнитуда 13,4. Налази се на удаљености од 96,872 милиона парсека од Сунца. NGC 312 је још познат и под ознакама ESO 151-6, AM 0054-530, PGC 3343.